# 東京都道304号日比谷豊洲埠頭東雲町線
東京都道304号日比谷豊洲埠頭東雲町線（とうきょうとどう304ごう ひびやとよすふとうしののめちょうせん）は、東京都千代田区と江東区を結ぶ主要地方道である。支線が存在する。
東京メトロ日比谷線（日比谷駅 - 築地駅間）が地下を走っている。

## 本線
当路線の本線は、日比谷から銀座の中心部を横切り、築地、勝どき、晴海、豊洲を経由し、東雲に至る道路である。全線と国道1号の祝田橋交差点から日比谷交差点までは、晴海通りと通称される。

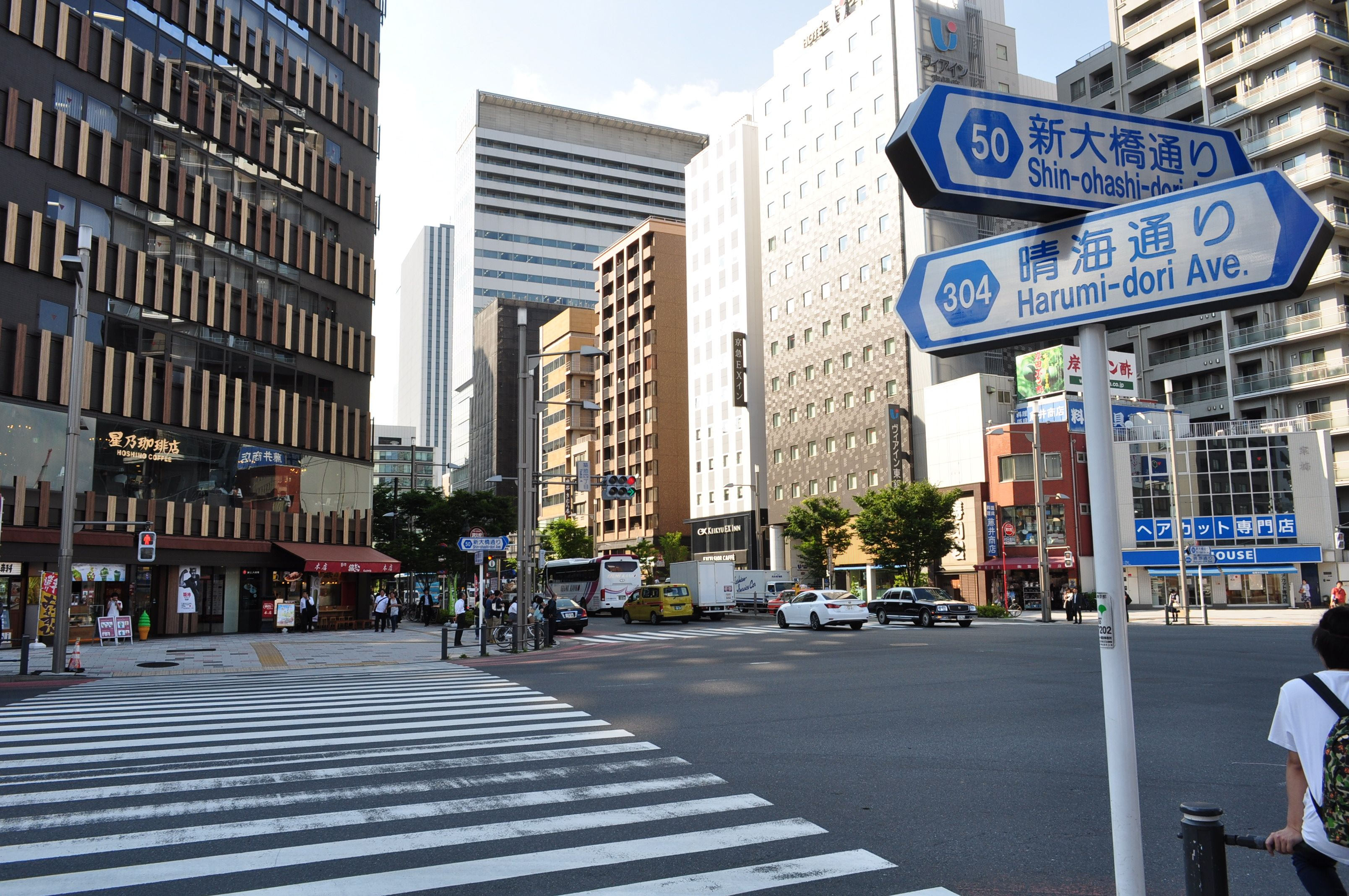
築地四丁目交差点、銀座方面を見る（2018年5月24日撮影）
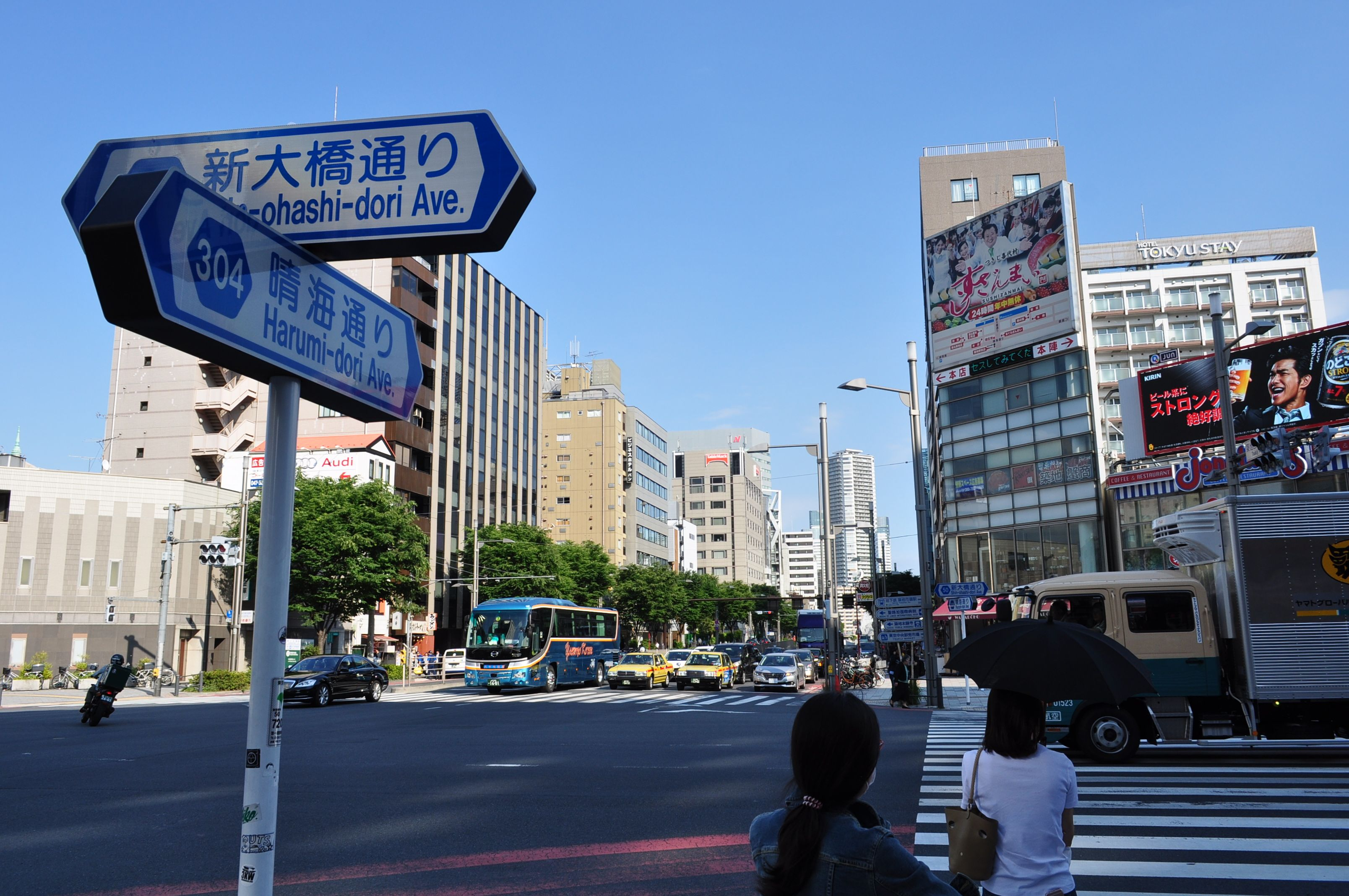
同左、晴海方面を見る（2018年5月24日撮影）
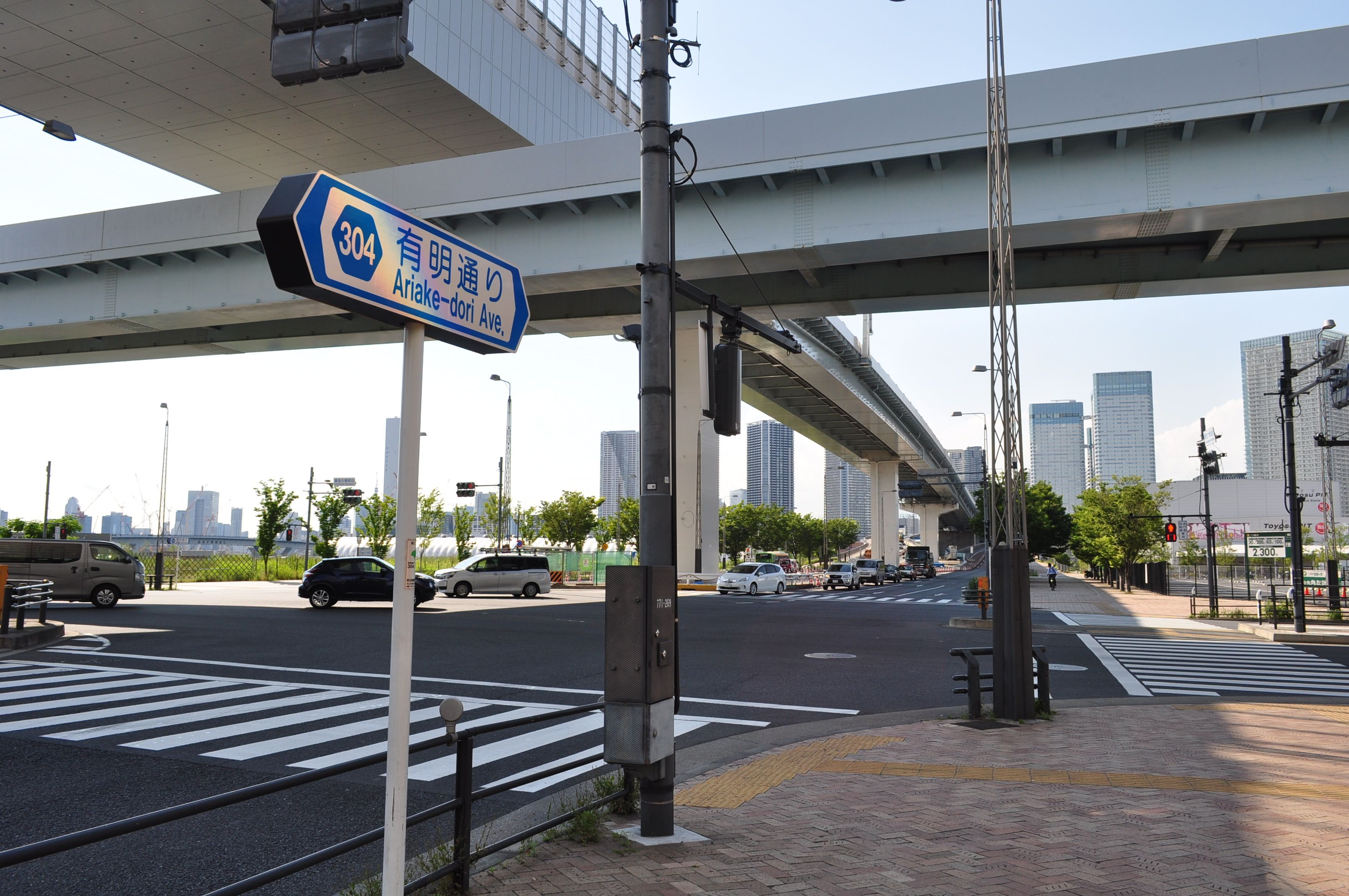
晴海大橋南詰交差点、築地方面を見る（2018年5月24日撮影）
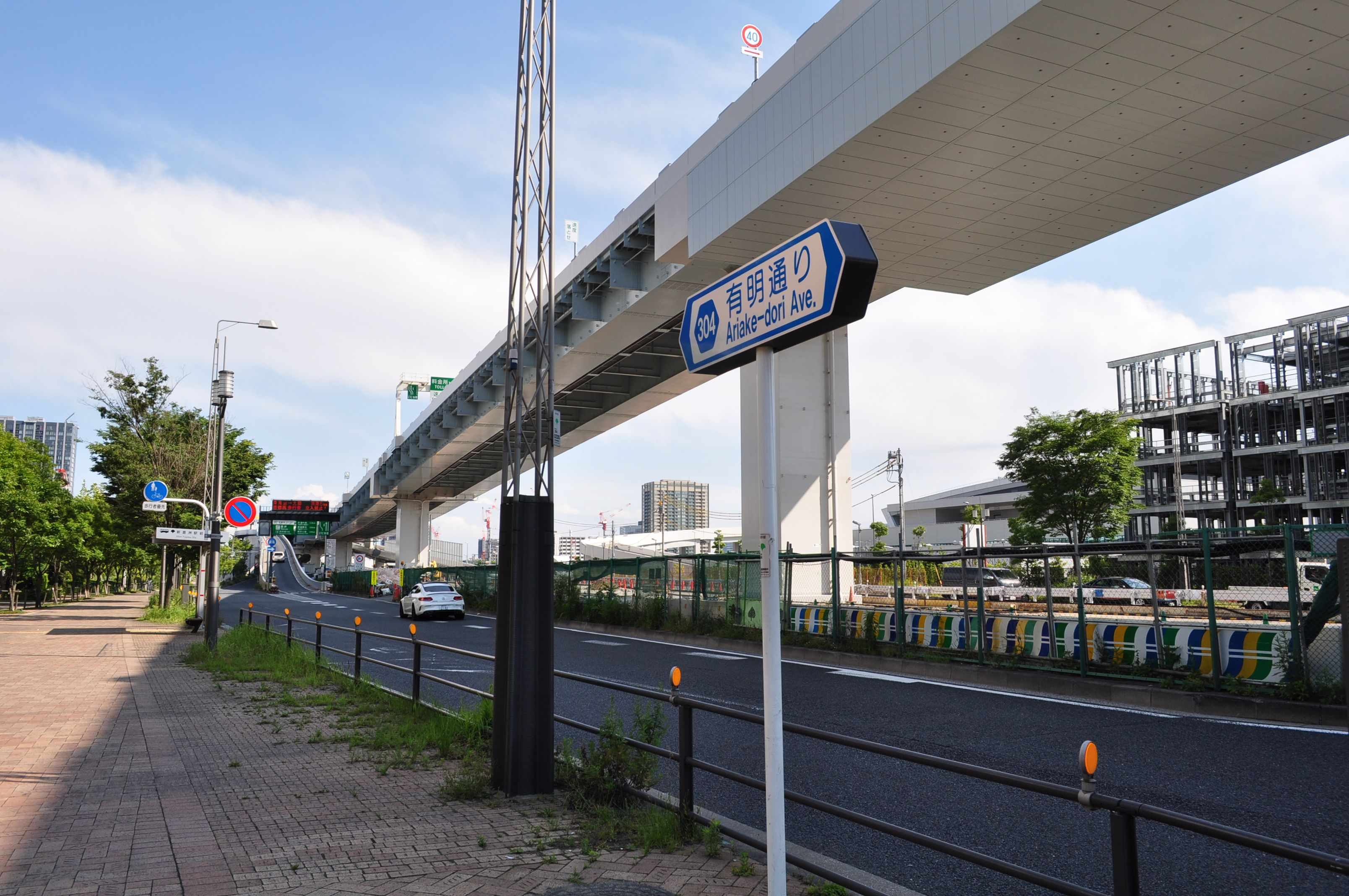
同左、東雲方面を見る（2018年5月24日撮影）

### 起点・終点・総延長
- 起点:東京都千代田区有楽町一丁目 日比谷交差点
- 終点:東京都江東区東雲二丁目 東雲交差点
- 総延長:6.4 km

### 通称
- 晴海通り（東京都通称道路名設定公告 昭和59年）

### 通過する自治体
- 東京都
  - 千代田区
  - 中央区
  - 江東区

### 交差する主な道路
| 交差する道路                                                  | 交差する道路                                                  | 交差点名       | 所在地   |
| ------------------------------------------------------------- | ------------------------------------------------------------- | -------------- | -------- |
| 国道1号（晴海通り）・（日比谷通り） 東京都道409号日比谷芝浦線 | 国道1号（晴海通り）・（日比谷通り） 東京都道409号日比谷芝浦線 | 日比谷         | 千代田区 |
| 東京都道402号錦町有楽町線                                     | 東京都道402号錦町有楽町線                                     | （有楽町駅前） | 千代田区 |
| 東京都道405号外濠環状線（外堀通り）                           | 東京都道405号外濠環状線（外堀通り）                           | 数寄屋橋       | 中央区   |
| 国道15号（中央通り）                                          | 国道15号（中央通り）                                          | 銀座四丁目     | 中央区   |
| 東京都道316号日本橋芝浦大森線（昭和通り）                     | 東京都道316号日本橋芝浦大森線（昭和通り）                     | 三原橋         | 中央区   |
| 東京都道50号東京市川線（新大橋通り）                          | 東京都道50号東京市川線（新大橋通り）                          | 築地四丁目     | 中央区   |
|                                                               | 東京都道463号上野月島線（清澄通り）                           | 勝どき駅前     | 中央区   |
| 支線                                                          | 支線                                                          | 晴海三丁目     | 中央区   |
| 東京都道473号新富晴海線                                       | 東京都道473号新富晴海線                                       | 春海橋西       | 中央区   |
| 東京都道484号豊洲有明線                                       | 東京都道319号環状三号線支線                                   | 豊洲駅前       | 江東区   |
| 国道357号（湾岸道路）                                         | 国道357号（湾岸道路）                                         | 東雲           | 江東区   |

### 橋梁
- 隅田川「勝鬨橋」
- 朝潮運河「黎明橋」
- 晴海運河「春海橋」
- 東雲運河「東雲橋」

### 主なスポット
- 日比谷公園
- 銀座
- 歌舞伎座
- 勝鬨橋

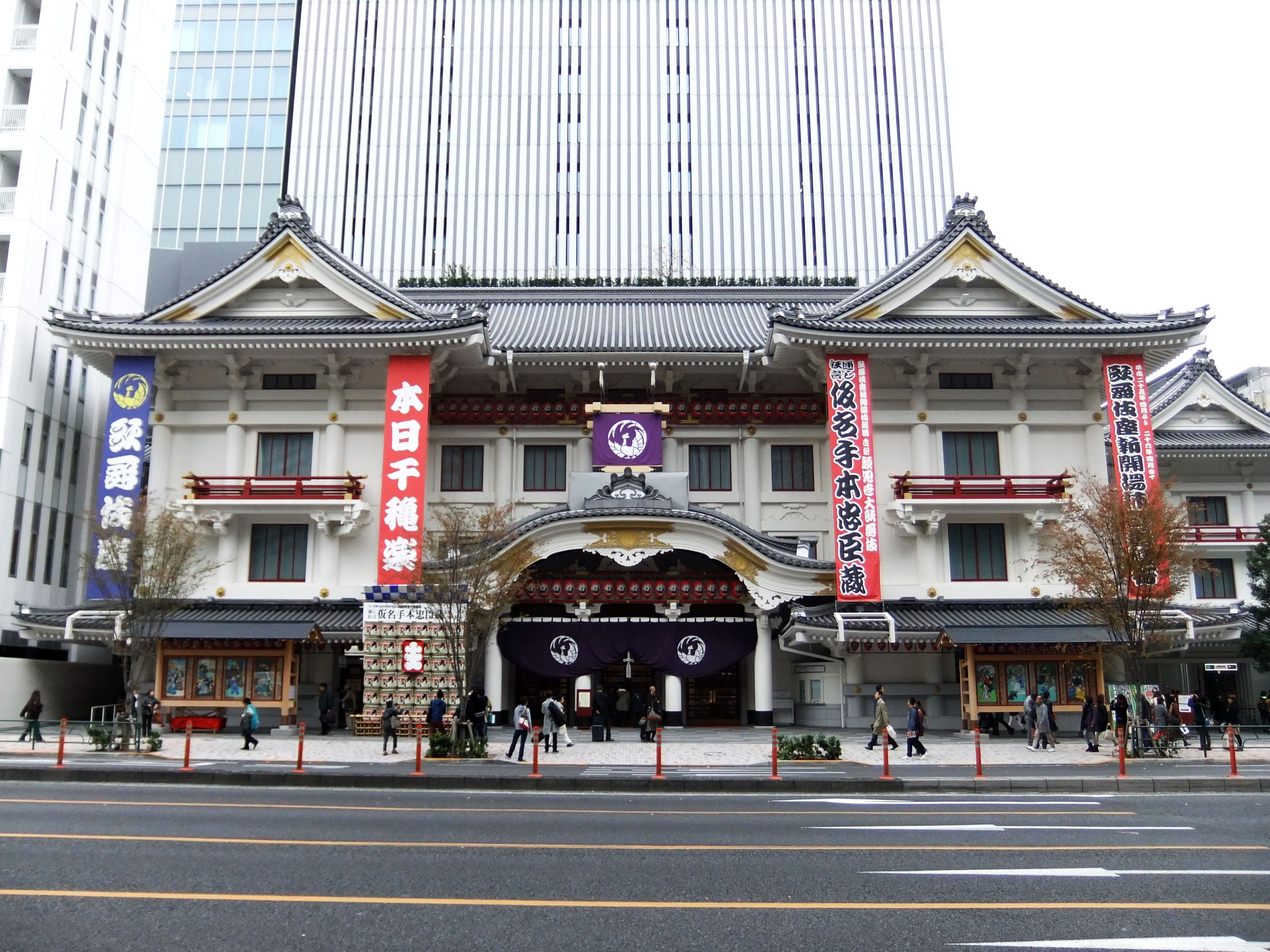
晴海通りに面する東銀座・歌舞伎座
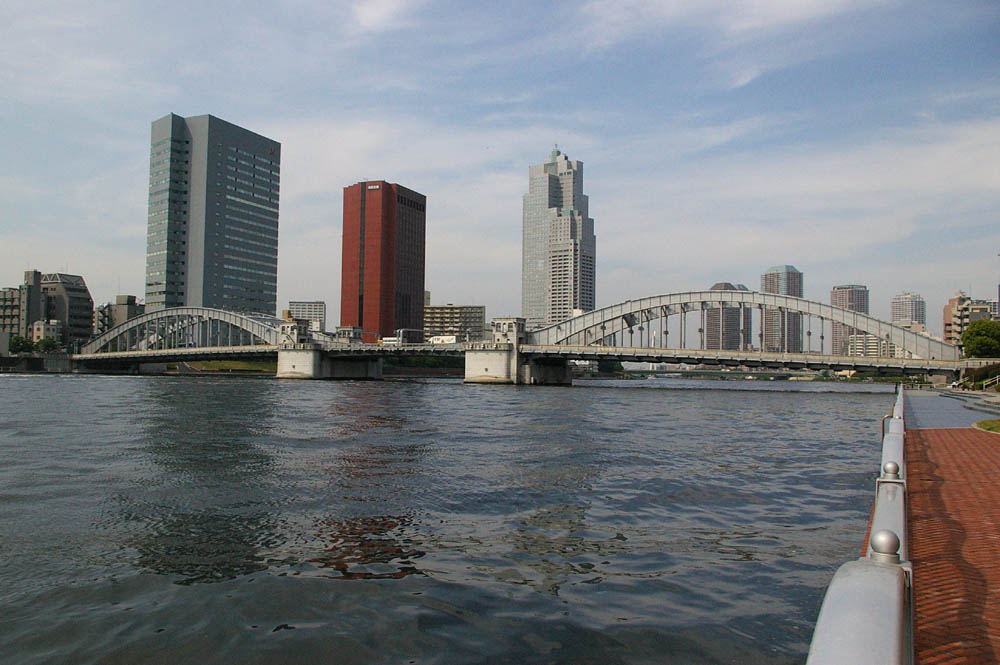
隅田川にかかる勝鬨橋

## 支線
トリトンスクエアの角にある晴海三丁目交差点から、晴海大橋および木遣り橋を渡り、湾岸道路交点までが本路線の支線である。通称「有明通り」。暫定通称「晴海通り延伸部」。都市計画上の名称は「放射34号線支線1」という。
2006年（平成18年）11月24日に全線開通した。車線数は片側2車線 - 片側3車線で、交差点部分は片側3車線 - 片側6車線であり、十分な交通容量がある。
本路線の開通により、都心の内堀通りと湾岸道路が一直線で結ばれるようになった。それまで、都心から湾岸道路に行くには豊洲駅前を経由しなければならず大回りであったが、一直線で結ばれたことにより移動時間が短縮された。
ほぼ全線にわたり首都高速10号晴海線が高架式で並行している。

### 交差する主な道路
| 交差する道路            | 交差する道路            | 交差点名              | 所在地 |
| ----------------------- | ----------------------- | --------------------- | ------ |
|                         | 本線                    | 晴海三丁目            | 中央区 |
| 首都高速10号晴海線      | 首都高速10号晴海線      | 晴海出入口            | 中央区 |
| 東京都道484号豊洲有明線 | 東京都道484号豊洲有明線 | 晴海大橋南詰          | 江東区 |
| 首都高速10号晴海線      | 首都高速10号晴海線      | 豊洲出入口            | 江東区 |
| 台場・有明北連絡道路    | 台場・有明北連絡道路    | かえつ学園西          | 江東区 |
| 国道357号（湾岸道路）   | 国道357号（湾岸道路）   | 角乗り橋北 角乗り橋南 | 江東区 |